# Radverkehr in Köln
Radfahren in Köln ist eine häufige Art der Fortbewegung innerhalb Kölns, der größten Stadt Nordrhein-Westfalens. Der Radverkehr in Köln hat einen Anteil von 25 % am Modal Split und wächst stetig.

## Förderung der Radinfrastruktur

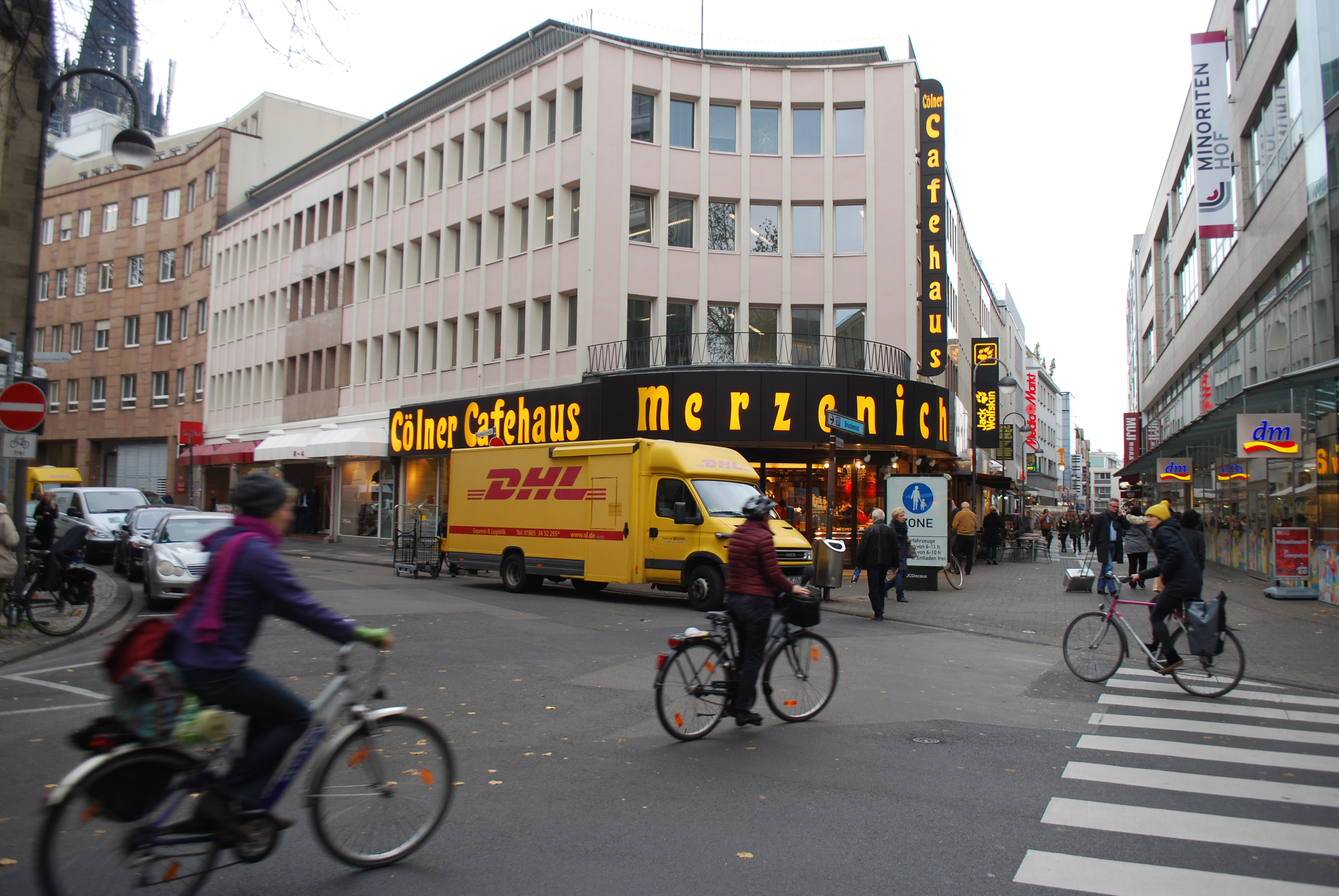
Radfahrer in Köln

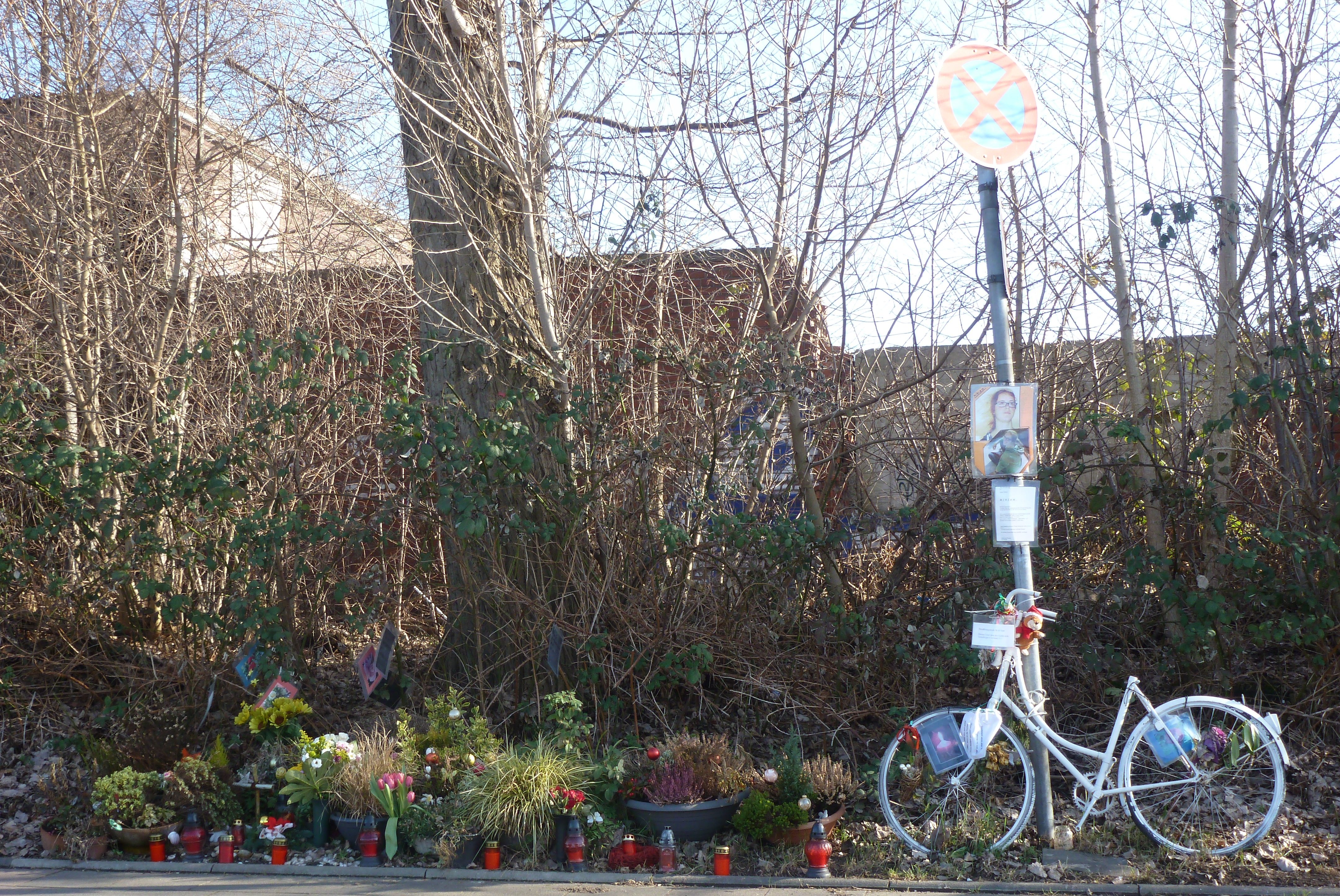
Erinnerung an Miriam S., Opfer eines illegalen Straßenrennens in Köln im April 2015

Die Stadt Köln ist Gründungsmitglied der Arbeitsgemeinschaft fußgänger- und fahrradfreundlicher Städte, Gemeinden und Kreise in Nordrhein-Westfalen (AGFS) seit 1993. 2016 legte die Stadt ein Radverkehrskonzept vor. Das Konzept sieht vor, bis 2025 den Autoverkehr um ein Drittel zu reduzieren. Die Stadt Köln wird in der Presse für die langsame Umsetzung kritisiert.
Zur besseren Anbindung an das Umland war ein Radschnellweg von Köln nach Frechen geplant. Im April 2025 wurde das Projekt nach 13 Jahren vorläufig eingestellt, da kein positiver Wirtschaftlichkeitsnachweis erbracht werden konnte, der für eine Förderung durch Landesmittel erforderlich ist. Die Stadt Köln belegte indes in einer Umfrage aus dem Jahr 2017 zur Fahrradfreundlichkeit des Allgemeinen Deutschen Fahrrad-Clubs (ADFC) den drittletzten Platz unter den Städten mit mehr als 200.000 Einwohnern. In der Umfrage aus dem Jahr 2018 verschlechterte sich Köln und belegte den letzten Platz.
Seit 2016 werden die Kölner Ringe fahrradfreundlich umgestaltet. Geplant ist die vollständige und weitgehende einheitliche Radwegführung durch Umwandlung der rechten Fahrspur und eine Spur exklusiv für den Radverkehr sowie Tempo 30. Die Fertigstellung erfolgte 2020, wobei auch 2025 noch immer nicht alle Lücken, etwa am Ebertplatz, geschlossen sind. Auslöser für diese Maßnahme war die Initiative #RingFrei; sie wurde dafür mit dem Deutschen Fahrradpreis 2019 in der Kategorie „Kommunikation“ ausgezeichnet.
Ebenfalls mit dem Deutschen Fahrradpreis 2019, in der Kategorie „Service“, wurde die Initiative „Forum freie Lastenräder – Dein-Lastenrad.de“ ausgezeichnet. Ein vom Kölner Verein wielebenwir e. V. initiiertes kostenfreies Lastenradsystem, das deutschlandweit inzwischen über 10.000 Nutzern mehr als 180 Lastenräder zur Verfügung stellt.

## Bikesharing
Mit dem KVB-Rad gibt es in Köln seit dem 8. Mai 2015 ein Fahrradleihsystem betrieben von Nextbike. Auch Call a Bike wird in Köln von der Deutschen Bahn angeboten.

## Besondere Routen

### Radschnellwege
Das Radschnellwegenetz von und nach Köln ist in Planung:
- Radschnellweg Köln – Frechen (in Planung)
- Radschnellweg Köln – Bergisch Gladbach (in Planung)
- Radschnellweg Köln – Bonn

### Radfernwege
Mehrere Radwanderwege führen durch, starten oder enden in Köln, darunter:
- Eurovelo 3 – Pilgerroute
- Eurovelo 15 – Rheinradweg

## Zahlen und Statistiken
Die Stadt Köln richtete im Jahr 2008 „Dauerzählstellen“ für den Radverkehr im Stadtgebiet ein. Zwischen 2009 und 2012 nahm der Radverkehr um 20 Prozent zu. Inzwischen gibt es elf Zählstellen. Die Daten (Tageswerte, Durchschnittswerte und Gesamtzahl) können im Internet mittels einer interaktiven Karte abgerufen werden.

## Vereine und Initiativen
- ADFC Köln
- Freie Lastenräder Köln – Kasimir, der Kölner Ableger des Bündnisses zum Aufbau eines kostenfreien Lastenradsystems
- Kidical Mass Köln – ein Aktionsbündnis, das fordert, dass Kinder sich sicher und selbstständig mit dem Fahrrad und zu Fuß bewegen können.
- Radkomm – Kölner Forum Radverkehr
- #RingFrei – eine Initiative, die sich für mehr Mobilität und Aufenthaltsqualität an Kölner Ringen einsetzt.
- VCD Köln

## Fahrraddemonstrationen, Aktionsformen

### Wiederkehrend
- Cologne Naked Bike Ride
- Critical Mass Köln
- Fancy Women Bike Ride Köln
- Kidical Mass
- Kölner-Fahrradsternfahrt
- Ride of Silence

### Einmalig
- Erste Kölner Fahrraddemonstration: „Köln aufs Rad ...damit die Stadt nicht unter die Räder kommt!“ am 17. Oktober 1992 mit 1.000 Teilnehmenden[8]
- „Köln aufs Rad - Ring frei für Radfahrer“ am 8. Mai 1993 mit 2.000 Teilnehmenden[8]
- „Hindernisse überBrücken“ am 7. Mai 1994 mit 2.000 Teilnehmenden[8]
- „Stoppt das Töten von Radfahrern“ am 7. Oktober 2015 mit 480 Teilnehmenden[9]
- Der ADFC Köln demonstrierte am Hansaring für einen geschützten Radstreifen am 29. Oktober 2016[10]
- „Wir machen den #RingFrei“ am 16. September 2017 mit 800 Teilnehmenden
- Fahrraddemonstration „Klima schützen – Verkehrswende einleiten“ von Köln nach Bonn anlässlich der Weltklimakonferenz am 4. November 2017 mit mehr als 1.000 Teilnehmenden[11]
- Aufbruch Fahrrad – Fahrrad Sternfahrt: „Übergabe der Unterschriften vor dem Landtag“ geplant für den 2. Juni 2019
- Erster „Cologne Naked Bike Ride“ geplant für den 12. Juli 2019[12]

## Wirkungen
Beim ADFC-Fahrradklimatest, einer Befragung von Radfahrern über die Situation des Radverkehrs im jeweils eigenen Ort, hat Köln oft schlecht abgeschnitten. 2018, 2020 und 2022 wurden jeweils nur Schlusslicht-Plätze bei den großen Großstädten erreicht.